# Scarness
Scarness är en ort i Australien. Den ligger i kommunen Fraser Coast och delstaten Queensland, omkring 240 kilometer norr om delstatshuvudstaden Brisbane. Antalet invånare är 3 318.
Närmaste större samhälle är Urangan, nära Scarness. 
Trakten runt Scarness består till största delen av jordbruksmark. Runt Scarness är det glesbefolkat, med 20 invånare per kvadratkilometer. Genomsnittlig årsnederbörd är 1 350 millimeter. Den regnigaste månaden är mars, med i genomsnitt 291 mm nederbörd, och den torraste är september, med 21 mm nederbörd.